# Simacourbe
Simacourbe est une commune française située dans le département des Pyrénées-Atlantiques, en région Nouvelle-Aquitaine.

## Géographie

### Localisation
La commune de Simacourbe se trouve dans le département des Pyrénées-Atlantiques, en région Nouvelle-Aquitaine.
Elle se situe à 28 km par la route de Pau, préfecture du département, et à 25 km de Serres-Castet, bureau centralisateur du canton des Terres des Luys et Coteaux du Vic-Bilh dont dépend la commune depuis 2015 pour les élections départementales. 
La commune fait en outre partie du bassin de vie de Lembeye.
Les communes les plus proches sont : 
Lussagnet-Lusson (2,6 km), Maspie-Lalonquère-Juillacq (2,7 km), Monassut-Audiracq (3,7 km), Gerderest (3,7 km), Lespielle (3,8 km), Samsons-Lion (3,8 km), Escurès (4,2 km), Lalongue (4,3 km).
Sur le plan historique et culturel, Simacourbe fait partie de la province du Béarn, qui fut également un État et qui présente une unité historique et culturelle à laquelle s’oppose une diversité frappante de paysages au relief tourmenté.

### Communes limitrophes
Les communes limitrophes sont  Escurès, Gerderest, Lalongue, Lannecaube, Lembeye, Lespielle, Lussagnet-Lusson, Maspie-Lalonquère-Juillacq, Monassut-Audiracq et Samsons-Lion.
| Lalongue, Lannecaube (par un quadripoint) | Lespielle  | Escurès                                    |
| Lussagnet-Lusson                          | Simacourbe | Lembeye, Samsons-Lion (par un quadripoint) |
| Monassut-Audiracq                         | Gerderest  | Maspie-Lalonquère-Juillacq                 |

### Hydrographie

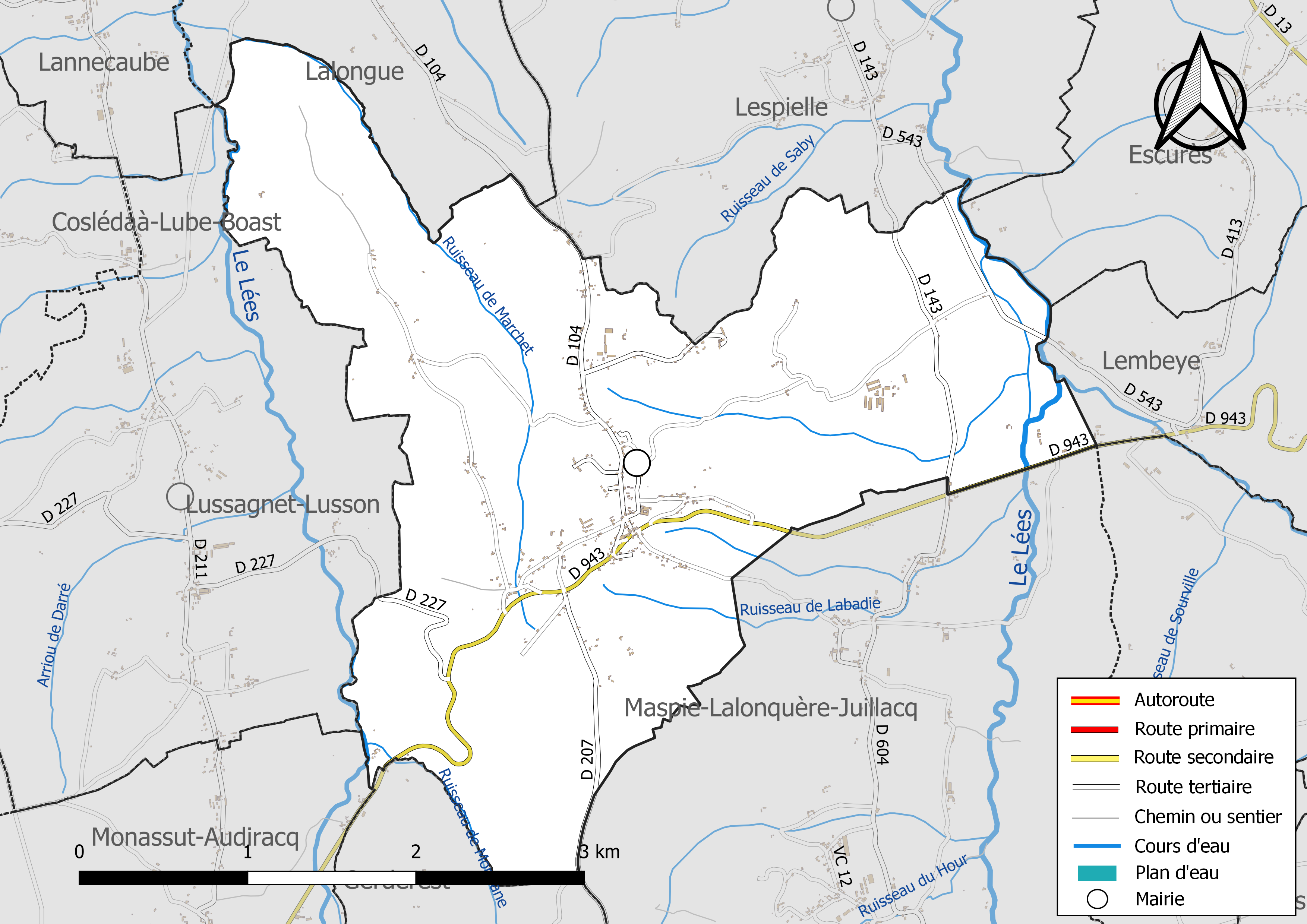
Réseaux hydrographique et routier de Simacourbe.

La commune est drainée par le Léès, le Léez, le ruisseau de Labadie, le ruisseau de Marchet, le ruisseau de Mondane, et par divers petits cours d'eau, constituant un réseau hydrographique de 12 km de longueur totale,.
Le Léès, d'une longueur totale de 39 km, prend sa source dans la commune de Sedzère et s'écoule du sud vers le nord. Il longe le territoire communal sur son côté ouest et en constitue, sur une très petite section, la limite séparative avec Lussagnet-Lusson, puis se jette dans le Léez à Lannux, après avoir traversé 21 communes.
Le Léez, d'une longueur totale de 56 km, prend sa source dans la commune de Gardères et s'écoule également vers le nord. Il traverse la commune dans la partie est de son territoire et constitue sur une petite section la limite séparative avec Escurès. Il se jette dans l'Adour à Barcelonne-du-Gers, après avoir traversé 31 communes.

### Climat
Pour des articles plus généraux, voir Climat de la Nouvelle-Aquitaine et Climat des Pyrénées-Atlantiques.
Historiquement, la commune est exposée à un climat de montagne.  
En 2020, Météo-France publie une typologie des climats de la France métropolitaine dans laquelle la commune est toujours exposée à un climat de montagne et est dans la région climatique Pyrénées atlantiques, caractérisée par une pluviométrie élevée (>1 200 mm/an) en toutes saisons, des hivers très doux (7,5 °C en plaine) et des vents faibles.
Pour la période 1971-2000, la température annuelle moyenne est de 12,8 °C, avec une amplitude thermique annuelle de 14,8 °C. Le cumul annuel moyen de précipitations est de 1 126 mm, avec 11 jours de précipitations en janvier et 8,3 jours en juillet. Pour la période 1991-2020, la température moyenne annuelle observée sur la station météorologique la plus proche, située sur la commune de Mont-Disse à 13 km à vol d'oiseau, est de 13,9 °C et le cumul annuel moyen de précipitations est de 1 010,8 mm,. Pour l'avenir, les paramètres climatiques de la commune estimés pour 2050 selon différents scénarios d’émission de gaz à effet de serre sont consultables sur un site dédié publié par Météo-France en novembre 2022.

### Milieux naturels et biodiversité
Aucun espace naturel présentant un intérêt patrimonial n'est recensé sur la commune dans l'inventaire national du patrimoine naturel,,.

## Urbanisme

### Typologie
Au 1er janvier 2024, Simacourbe est catégorisée commune rurale à habitat dispersé, selon la nouvelle grille communale de densité à sept niveaux définie par l'Insee en 2022.
Elle est située hors unité urbaine. Par ailleurs la commune fait partie de l'aire d'attraction de Pau, dont elle est une commune de la couronne,. Cette aire, qui regroupe 227 communes, est catégorisée dans les aires de 200 000 à moins de 700 000 habitants,.

### Occupation des sols

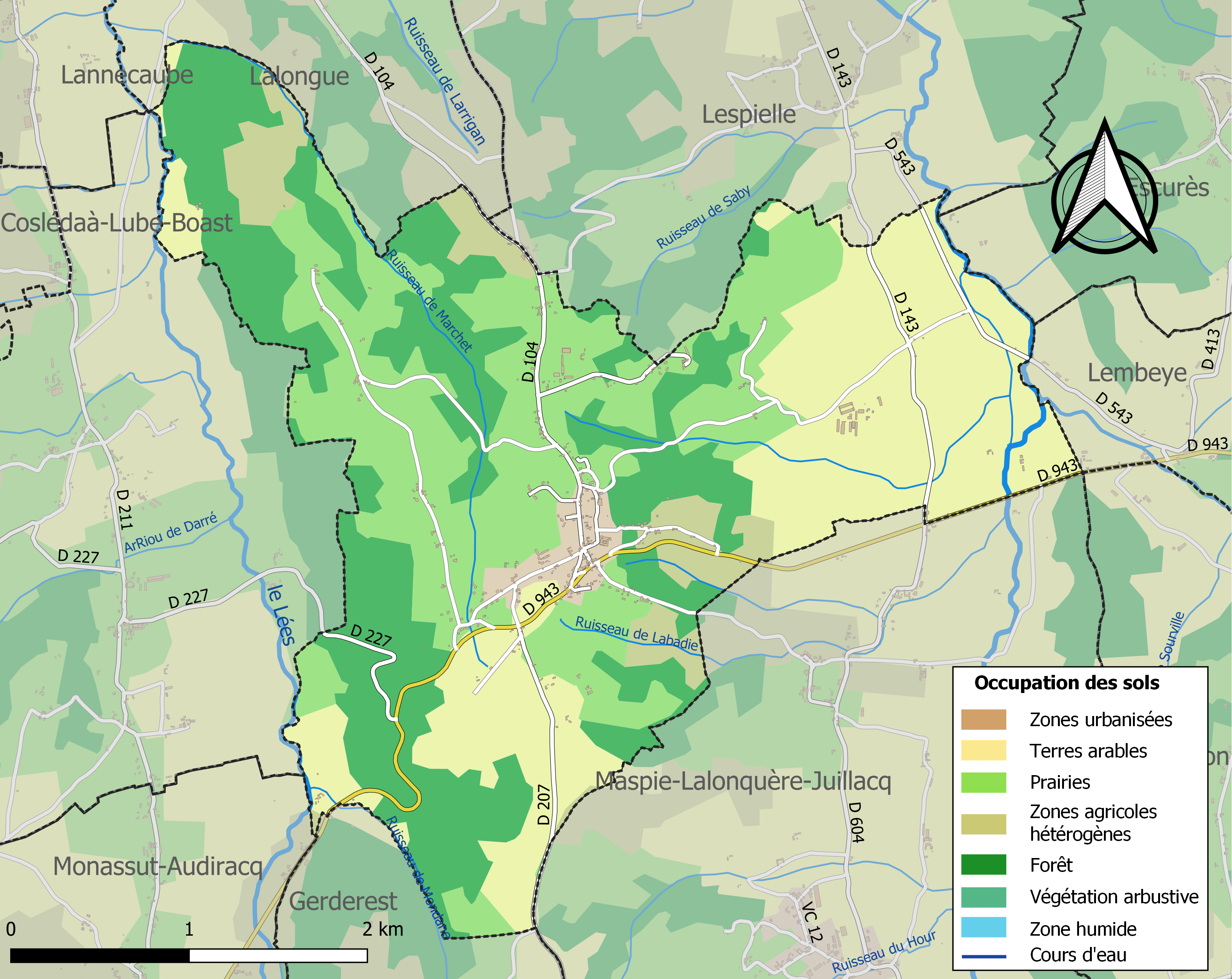
Carte des infrastructures et de l'occupation des sols de la commune en 2018 (CLC).

L'occupation des sols de la commune, telle qu'elle ressort de la base de données européenne d’occupation biophysique des sols Corine Land Cover (CLC), est marquée par l'importance des territoires agricoles (67,7 % en 2018), une proportion identique à celle de 1990 (67,7 %). La répartition détaillée en 2018 est la suivante : 
terres arables (30,5 %), prairies (30,4 %), forêts (30,1 %), zones agricoles hétérogènes (6,7 %), zones urbanisées (2,3 %). L'évolution de l’occupation des sols de la commune et de ses infrastructures peut être observée sur les différentes représentations cartographiques du territoire : la carte de Cassini (XVIIIe siècle), la carte d'état-major (1820-1866) et les cartes ou photos aériennes de l'IGN pour la période actuelle (1950 à aujourd'hui).

### Lieux-dits et hameaux
- Anselm ;
- Berdalle ;
- Borie ;
- Camarau ;
- Courtiade ;
- Crabosse ;
- Église ;
- Gouaisères ;
- Gouarres ;
- Labastides ;
- Lacaze ;
- Moncaubet ;
- Moncaubet-Larrieu ;
- Pedepau ;
- Richard.

### Voies de communication et transports
Elle est desservie par les routes départementales D 104, D 143, D 207 et D 943.

### Risques majeurs
Le territoire de la commune de Simacourbe est vulnérable à différents aléas naturels : météorologiques (tempête, orage, neige, grand froid, canicule ou sécheresse), inondations et séisme (sismicité modérée). Il est également exposé à un risque technologique,  le transport de matières dangereuses. Un site publié par le BRGM permet d'évaluer simplement et rapidement les risques d'un bien localisé soit par son adresse soit par le numéro de sa parcelle.

#### Risques naturels
Certaines parties du territoire communal sont susceptibles d’être affectées par le risque d’inondation par une crue à  débordement lent de cours d'eau, notamment le Léez et le Léès. La commune a été reconnue en état de catastrophe naturelle au titre des dommages causés par les inondations et coulées de boue survenues en 1982, 1990, 2007, 2009 et 2018,.

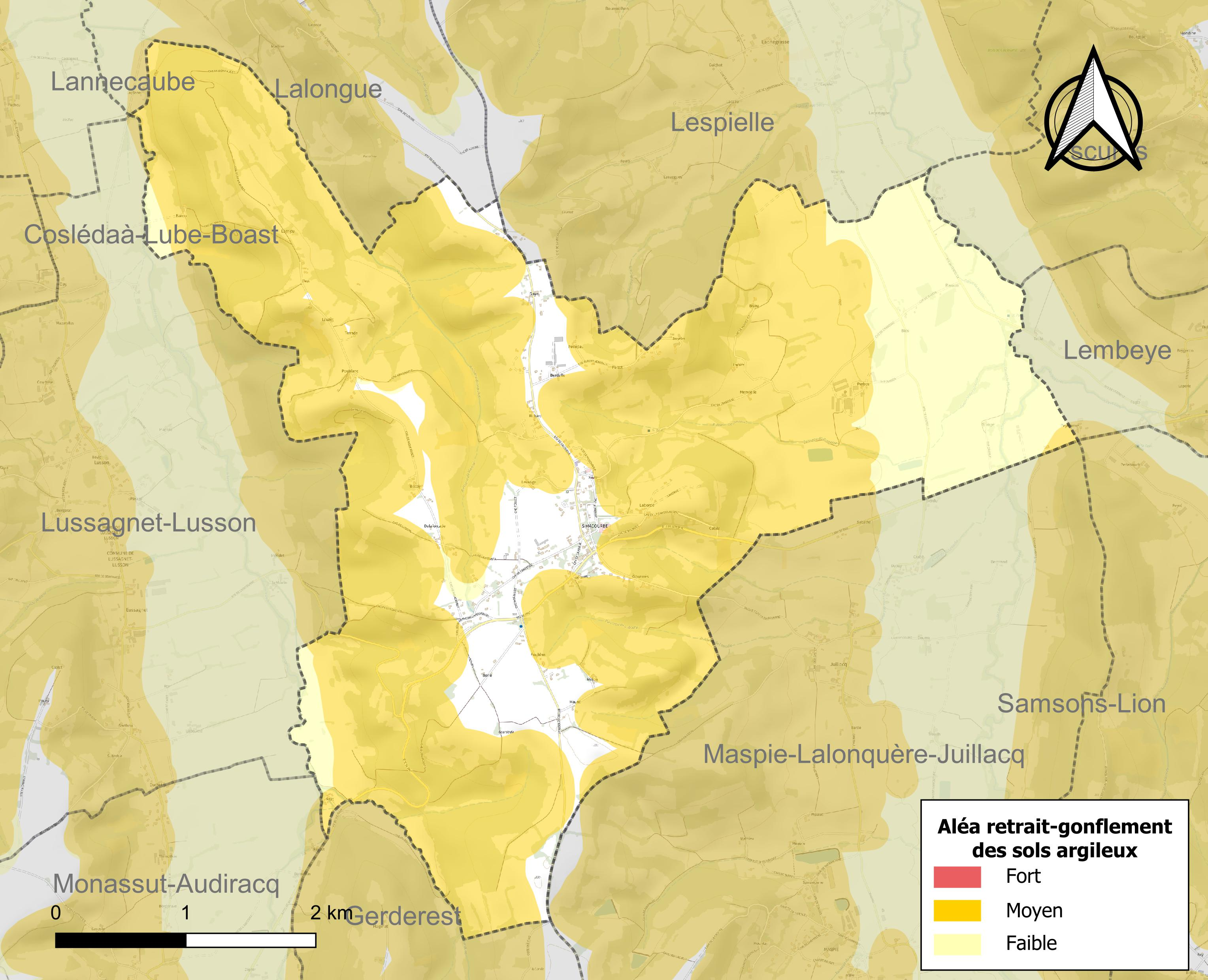
Carte des zones d'aléa retrait-gonflement des sols argileux de Simacourbe.

Le retrait-gonflement des sols argileux est susceptible d'engendrer des dommages importants aux bâtiments en cas d’alternance de périodes de sécheresse et de pluie. 76,4 % de la superficie communale est en aléa moyen ou fort (59 % au niveau départemental et 48,5 % au niveau national). Depuis le 1er octobre 2020, en application de la loi ELAN, différentes contraintes s'imposent aux vendeurs, maîtres d'ouvrages ou constructeurs de biens situés dans une zone classée en aléa moyen ou fort,.

## Toponymie
Le toponyme Simacourbe apparaît sous les formes 
Simecorbe et Simacorba (XIe – XIVe siècle, Anciens Fors),
Cimacorba (XIIe siècle, cartulaire de Morlaàs), 
Simacorba (XIIIe siècle, fors de Béarn), 
Simbe-Corbe (1383, contrats de Luntz), 
Cimecorbe (1402, censier de Béarn), 
Sima-Curva (1418, titres de Béarn), 
Symecorbe et Sumacourbe (respectivement 1540 et 1546, réformation de Béarn).
Son nom béarnais est Cimacorba ou Simacourbe.
Le toponyme Moncaubet est signalé par Paul Raymond comme étant un hameau de la commune voisine de Lalongue (1863, dictionnaire topographique Béarn-Pays basque) et est mentionné en 1538 sous la forme Mont-Caubet (1538, réformation de Béarn).

## Histoire
Paul Raymond note que la commune comptait une abbaye laïque, vassale de la vicomté de Béarn et qu'elle était le siège d'un archipêtré du diocèse de Lescar. En 1385, Simacourbe comptait quarante feux et dépendait du bailliage de Lembeye. En outre, la seigneurie du lieu faisait partie du marquisat de Gassion.

## Politique et administration
| Période                                  | Période  | Identité       | Étiquette | Qualité            |
| ---------------------------------------- | -------- | -------------- | --------- | ------------------ |
| 1995                                     | En cours | Michel Chantre | PS        | conseiller général |
| Les données manquantes sont à compléter. |          |                |           |                    |

### Intercommunalité
Simacourbe fait partie de cinq structures intercommunales :
- la communauté de communes du Nord-Est Béarn ;
- le SIVU de la voirie du canton de Lembeye ;
- le syndicat à vocation scolaire pour les communes de Simacourbe et Lalongue ;
- le syndicat d'énergie des Pyrénées-Atlantiques ;
- le syndicat intercommunal d'alimentation en eau potable (SIAEP) du Vic-Bilh Montanérès.

La commune accueille le siège du syndicat à vocation scolaire pour les communes de Simacourbe et Lalongue.

## Population et société

### Démographie
L'évolution du nombre d'habitants est connue à travers les recensements de la population effectués dans la commune depuis 1793. Pour les communes de moins de 10 000 habitants, une enquête de recensement portant sur toute la population est réalisée tous les cinq ans, les populations de référence des années intermédiaires étant quant à elles estimées par interpolation ou extrapolation. Pour la commune, le premier recensement exhaustif entrant dans le cadre du nouveau dispositif a été réalisé en 2008.

En 2022, la commune comptait 422 habitants, en évolution de +6,57 % par rapport à 2016 (Pyrénées-Atlantiques : +3,78 %, France hors Mayotte : +2,11 %).
| 1793 | 1800 | 1806 | 1821 | 1831 | 1836 | 1841 | 1846 | 1851 |
| ---- | ---- | ---- | ---- | ---- | ---- | ---- | ---- | ---- |
| 506  | 503  | 553  | 613  | 586  | 575  | 618  | 580  | 565  |

| 1856 | 1861 | 1866 | 1872 | 1876 | 1881 | 1886 | 1891 | 1896 |
| ---- | ---- | ---- | ---- | ---- | ---- | ---- | ---- | ---- |
| 557  | 484  | 486  | 490  | 536  | 519  | 481  | 467  | 464  |

| 1901 | 1906 | 1911 | 1921 | 1926 | 1931 | 1936 | 1946 | 1954 |
| ---- | ---- | ---- | ---- | ---- | ---- | ---- | ---- | ---- |
| 428  | 445  | 426  | 372  | 348  | 347  | 362  | 310  | 301  |

| 1962 | 1968 | 1975 | 1982 | 1990 | 1999 | 2006 | 2008 | 2013 |
| ---- | ---- | ---- | ---- | ---- | ---- | ---- | ---- | ---- |
| 244  | 260  | 225  | 234  | 303  | 342  | 351  | 354  | 370  |

| 2018 | 2022 | - | - | - | - | - | - | - |
| ---- | ---- | - | - | - | - | - | - | - |
| 411  | 422  | - | - | - | - | - | - | - |

Simacourbe fait partie de l'aire d'attraction de Pau.

## Vie associative

### Association Foire et Loisirs
Association présidée par Pierette Bazet, chargée de l'organisation du traditionnel salon de l'Art, Artisanat, Vin et Gastronomie de la commune. Cet évènement compte pas moins de 90 exposants sous espace couvert, pour environ 2000 visiteurs sur deux jours de foire. Réputé dans les Pyrénées Atlantiques, il a su s'imposer au fil des années et certains exposants sont fidèles au salon depuis près de 10 ans.

### Comité des Fêtes
Association créée en 1971, et actuellement[Quand ?] présidée par Nicolas Hort, chargé de l'organisation des traditionnelles fêtes patronales.

## Culture locale et patrimoine

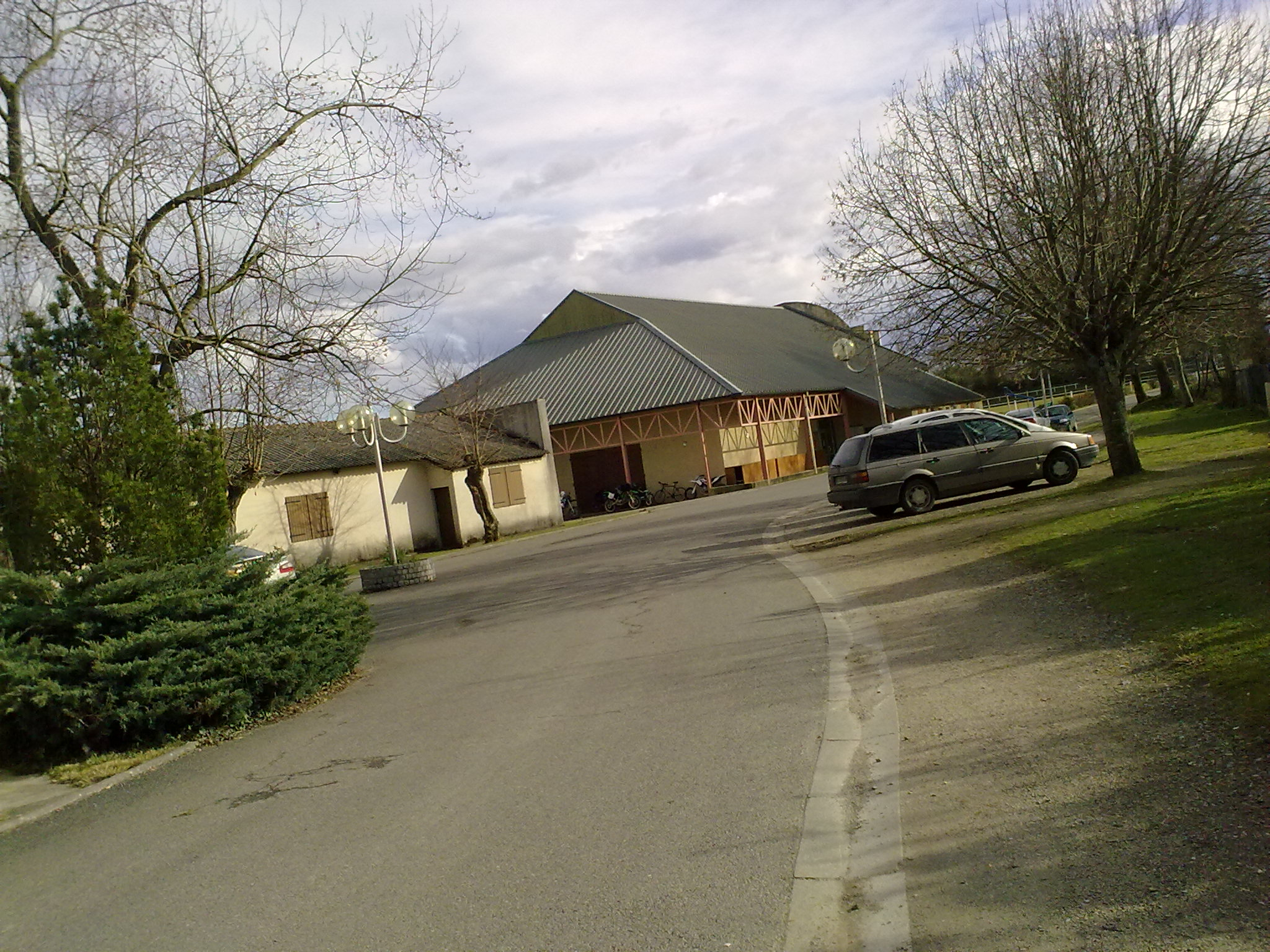
Salle polyvalente.

### Patrimoine civil
Des vestiges d'un ensemble fortifié (lieu-dit Moncaubet), datant de l'antiquité et du haut Moyen Âge, témoignent du passé ancien de la commune.
On peut voir les vestiges d'un château au lieu-dit Moncaubet, datant du XVIe siècle tout comme le château dit de Parage, ou les vestiges d'un pigeonnier dépendant de l'ancienne abbaye laïque.
La commune présente un ensemble de maisons et de fermes dont la construction s'est échelonnée entre le XVIe et le XIXe siècle. Le presbytère fut, quant à lui, édifié à la fin du XVIIIe siècle. On y trouve une croix d'autel du XIXe siècle et deux statues du XVIIe siècle inventoriées par le ministère de la Culture.

### Patrimoine religieux
L'église Saint-Pierre possède des parties datant des XIe et XIIe siècles. Elle recèle du mobilier, des tableaux, une statue et des objets inscrits à l'inventaire général du patrimoine culturel.
La chapelle Saint-Martin (lieu-dit Moncaubet) date partiellement du XIIe siècle. Elle possède un ensemble de meubles ainsi qu'une cloche référencés par les monuments historiques.
Une croix monumentale du XVIIIe siècle est déposée au presbytère de Simacourbe.
Simacourbe abrite une communauté de carmélites nommée : Carmel Notre Dame de la rencontre, poursuivie en justice pour sa dérive sectaire ,.

## Équipements
Éducation
La commune dispose d'une école primaire, un service de restauration scolaire et un centre de loisirs fonctionnant les mercredis et les vacances scolaires.

## Personnalités liées à la commune
Nées au XIXe siècle
- Vastin Lespy, né en 1817 à Simacourbe et mort en 1897 à Pau, est un érudit français auteur d'une œuvre importante sur la philologie et la culture béarnaises.
- Jean Cassou (1827-1906), homme politique, maire de Monassut, député des Basses-Pyrénées puis sénateur de 1900 à 1906.
- Paul Castaibert, né en 1883 à Simacourbe et mort à Montevideo en 1951, pionnier de l'aviation et fondateur de l'industrie aéronautique argentine dont les premiers avions portèrent le nom (Castaibert aircraft (en))[62].